# François Tombalbaye
François Tombalbaye (prefectura de Moyen-Chari, 15 de junio de 1918-Yamena, 13 de abril de 1975) fue un político y estadista de Chad, primer presidente de la República de Chad, entre 1960 y 1975. En 1973 africanizó su nombre convirtiéndolo en N'Garta Tombalbaye.

## Biografía
Tombalbaye nació el 15 de junio de 1918, en la región sureña del país, cerca de la ciudad de Koumra. Su padre era un destacado comerciante y pertenecía a la etnia sara, la etnia predominante en las cinco prefecturas del sur de Chad. Asistió a una escuela primaria, dirigida por misioneros protestantes, en Sarh, y a la secundaria en Brazzaville. De joven, estudió para ser educador en Brazzaville, capital de la República del Congo, debido a la escasez de escuelas en el país.
Durante la Segunda Guerra Mundial, Tombalbaye luchó por la Francia Libre contra el régimen de Vichy respaldado por los nazis.

## Trayectoria
De profesión docente, entre 1942 y 1947, se unió al Partido Progresista Chadiano (PPT), una sección local de la Agrupación Democrática Africana en Sarh y agrupó a miembros de su clan y a otros hablantes de sara en el partido. Después de completar su educación secundaria, Tombalbaye se unió a la administración colonial francesa como funcionario. Esto le proporcionó una visión interna del funcionamiento del gobierno y la política en Chad. A medida que adquiría experiencia, comenzó a desarrollar un interés por la política y la independencia de su país. Durante este tiempo, se involucró en actividades políticas y sociales que abogaban por los derechos de los chadianos y la lucha contra el colonialismo francés.
En 1949, el gobierno francés le revocó su puesto de profesor como castigo por su participación en el activismo político. Un año después, dirigió el periódico del PPT, AEF Nouvelle, pero cerró ese mismo año tras la represión francesa. En 1952, obtuvo un escaño en la asamblea territorial colonial y fue elegido miembro del consejo general del África Ecuatorial Francesa en 1957, donde ocupó el cargo de vicepresidente. Guio al país a la independencia, obtenida el 11 de agosto de 1960, y fue designado como su primer jefe de Estado.

## Presidencia
Tombalbaye logró crear una coalición de fuerzas progresistas tanto del norte como del sur del país, aislando a las facciones islámicas más conservadoras del centro como legislador colonial. Al principio, Tombalbaye demostró un estilo autocrático y desconfianza en las instituciones de la democracia. Una semana antes de que el país obtuviera la independencia, Tombalbaye purgó a Gabriel Lisette de su propio partido, el Partido Progresista Chadiano (PPT), declaró a Lisette no ciudadano mientras viajaba al extranjero y le prohibió regresar a Chad. Este "golpe por telegrama" fue el primero de una extensa serie de acciones cada vez más autoritarias de Tombalbaye para eliminar o neutralizar a sus oponentes.
Para aumentar su poder y libertad de acción, Tombalbaye declaró la prohibición de todos los partidos políticos, excepto el PPT, en enero de 1962 y, en abril, estableció una forma de gobierno presidencial. Cuando se produjeron graves disturbios en 1963 en N'Djamena y Am Timan, el gobierno declaró el estado de emergencia y disolvió la Asamblea Nacional. Y, como parte de una gran campaña contra oponentes políticos reales e imaginarios, Tombalbaye creó un tribunal penal especial. A finales de año, las cárceles del país contenían un "quién es quién" virtual de políticos de Chad. En junio de 1964, una nueva Asamblea Nacional otorgó a Tombalbaye el control total de todos los nombramientos para el Buró Político del PPT, que para entonces era la única fuente de autoridad política. Con el PPT, el gobierno y los escalones superiores de la función pública repletos de leales y con líderes de la oposición en prisión, exiliados o completamente cooptados, Tombalbaye tenía el mando total del país.
Un esfuerzo por africanizar el servicio civil y las fuerzas de seguridad lo más rápidamente posible complementó el impulso de Tombalbaye por el poder personal. Entre 1960 y 1963, el número de funcionarios franceses en la administración del gobierno central disminuyó de noventa y cinco a treinta (aunque el número total de personal francés aumentó a medida que se contrataron asesores técnicos para los programas de desarrollo), y para fines de 1962 toda la estructura administrativa estaba en manos de Chad. Además, unidades del ejército nacional de Chad reemplazaron a las fuerzas militares francesas en la prefectura de Borkou-Ennedi-Tibesti y en Abéché, un proceso formalmente completado el 23 de enero de 1965.
La africanización no fue del todo popular entre los agricultores y pastores de Chad, a pesar de su profundo resentimiento por el dominio colonial francés. Inmediatamente se hizo evidente una disminución en la calidad del servicio gubernamental, en parte debido a las dificultades habituales de la transición, pero también porque muchos de los chadianos recién contratados y promovidos tenían menos experiencia y estaban menos capacitados que sus homólogos franceses que partían. Aumentando el descontento, Tombalbaye impuso un impuesto adicional en 1964, bajo el eufemismo de un "préstamo nacional". Además de esa acción, algunos administradores del gobierno supuestamente estaban obligando a los ciudadanos de las zonas rurales a realizar pagos al triple de la tasa oficial. Los informes de corrupción y otros abusos de autoridad aumentaron a medida que los nuevos funcionarios de Chad se dieron cuenta tanto del aumento de las presiones como de la disminución de las limitaciones de los servidores públicos.
En octubre de 1968 Tombalbaye fue recibido en Washington D. C. por el presidente Lyndon Johnson. Luego de breves conversaciones con Johnson, viajó a Texas, reuniéndose con investigadores científicos de ICASALS (Centro Internacional para el Estudio de Tierras Áridas y Semiáridas), parte de la Universidad de Texas Tech.
El programa de africanización de Tombalbaye falló al no considerar a la numerosa población del norte y centro del país, que era musulmana y no se identificaba con el sur cristiano y animista. El Gorane vio a la independencia como un cambio de la dominación colonial francesa a la del sur. El 1.º de noviembre de 1965, disturbios en la prefectura de Guéra dejaron 500 muertos. Esto desató una serie de disturbios a lo largo del norte y centro del país, agravado por el involucramiento de los vecinos de Chad, Libia en el norte y Sudán en el este. El movimiento más prominente en este período fue el FROLINAT, con base en Sudán. Aunque este estaba plagado de rivalidades y divisiones, era capaz de resistir al autoritarismo de Tombalbaye. Éste llamó a Francia, el antiguo poder colonial, a que acudiera a asistirlo, invocando tratados que ambos países habían firmado en el momento de la independencia chadiana.
Francia aceptó entrar en el escenario, con la condición de que Tombalbaye iniciase una serie de reformas en el Ejército, gobierno y servicio civil. Tributos y leyes impuestos arbitrariamente por Tombalbaye fueron derogados, y los sultanes tradicionales del país vieron restaurado su rol de recolectores de impuestos, por el que recibían el 10% de lo recaudado. El presidente aceptó los términos impuestos por Francia en 1969, y Chad se embarcó en un proceso graudal de liberalización. En las elecciones de 1969, algunos centenares de prisioneros políticos fueron dejados en libertad, pero Tombalbaye siguió siendo el único candidato en los comicios.
Un nuevo signo de liberalización tuvo lugar en 1971, cuando Tombalbaye admitió en el Congreso del PPT que había cometido errores. Se dieron pasos para reformar el gobierno, y en el nuevo fueron incluidos más goranes. El orden parecía haberse restaurado, y Francia retiró a sus tropas del país.
Los progresos tocaron a su fin en agosto de 1971, cuando fue descubierta una tentativa de golpe de Estado con conexiones con el líder libio Muammar al-Gaddafi. Tombalbaye inmediatamente endureció sus relaciones con su vecino del norte, e incluso permitió a fuerzas anti-Gaddafi operar desde su territorio. Como respuesta, Gaddafi otorgó formalmente su reconocimiento a lo que quedaba del FROLINAT. Mientras tanto, en el sur, donde Tombalbaye tenía su más fuerte base de apoyo, respondió a una huelga estudiantil reemplazando al popular jefe del Estado mayor Jacques Doumro por el entonces coronel Félix Malloum, que más tarde se convertiría en jefe de Estado. Chad estaba dominado por una abrumadora sequía, y Tombalbaye revocó su amnistía a prisioneros políticos. Para fines de 1972, más de 1.000 prisioneros políticos habían sido arrestados. Al mismo tiempo, también llevó a cabo una apertura hacia el mundo árabe, reduciendo el apoyo libio al FROLINAT y fomentando las luchas internas en el seno del mismo.
Sin embargo, Tombalbaye también se sentía inseguro respecto a su propio gobierno. Arrestó a los mayores líderes del PPT, incluyendo a Malloum, bajo acusaciones de practicar la brujería para derrocarlo, en lo que fue conocido como en "la conjura de las ovejas negras", por los animales que supuestamente sacrificaban los conspiradores. En agosto, Tombalbaye disolvió el PPT y lo reemplazó por el Movimiento Nacional por la Revolución Cultural y Social. Bajo la apariencia de autenticidad, el nuevo movimiento promovió la africanización: la capital Fort-Lamy fue rebautizada como Yamena y el propio Tombalbaye cambió su nombre de François a Ngarta. El cristianismo fue menospreciado, los misioneros fueron expulsados, y todos los varones no musulmanes del sur de entre 16 y 25 años fueron obligados a practicar los tradicionales ritos de iniciación undergo conocidos como yondo para poder obtener ascensos en el servicio civil y en la milicia. Estos ritos, sin embargo, eran nativos de sólo uno de los grupos étnicos de Chad, el pueblo sara, del que Tombalbaye formaba parte, y, más aún, sólo de un subgrupo de dicho pueblo. Para todos los demás, los rituales eran severos y ajenos.

## Derrocamiento y muerte
Mientas tanto, la sequía empeoraba en toda África, por lo que, a efectos de mejorar la sombría situación económica, la gente fue forzada a ofrecerse como "voluntaria" en un gran esfuerzo por incrementar la producción de algodón. Con su respaldo en el sur menguado, Tombalbaye arremetió contra el Ejército, llevando a cabo arbitrarias promociones y degradaciones. Finalmente, el 13 de abril de 1975, tras el arresto de algunos de los más importantes oficiales del país por su implicación en un presunto golpe de Estado, un grupo de soldados asesinó a Tombalbaye e instaló a Félix Malloum, para entonces ya general, como nuevo jefe de Estado.